# Seleção Polaca de Basquetebol
A Seleção Polaca de Basquetebol é a equipe que representa a Polônia nas competições internacionais da modalidade. 